# Stefan Langer
Stefan Langer (* 5. Juli 1959 in München) ist ein deutscher Jurist. Er ist seit dem 15. Mai 2007 Richter am Bundesverwaltungsgericht.

## Werdegang
Stefan Langer legte 1978 das Abitur am Oskar-von-Miller-Gymnasium in München ab. Anschließend leistete er im Rahmen der Wehrpflicht Wehrdienst bei der Gebirgstragtierkompanie 230 und beim Skispähtrupp der Gebirgsjägerbrigade 23 in Bad Reichenhall. Er wurde als Fahnenjunker (Reserveoffizieranwärter) entlassen.
Von 1979 bis 1984 studierte Stefan Langer Rechtswissenschaften an der Ludwig-Maximilians-Universität München und an der Université de Genève in der Schweiz. 1985 legte er das Erste Juristische Staatsexamen und nach dem Referendariat im Oberlandesgerichtsbezirk München im Jahre 1988 das Zweite Juristische Staatsexamen ab.
Von 1988 bis 1995 war Stefan Langer als Akademischer Rat am Institut für Politik und Öffentliches Recht der Ludwig-Maximilians-Universität München (Lehrstuhl Prof. Dr. Rupert Scholz) beschäftigt, wo er mit einer Dissertation zu den „Grundlagen einer internationalen Wirtschaftsverfassung“ zum Dr. iur. promoviert wurde. Anschließend war er als Stipendiat der Deutschen Forschungsgemeinschaft und als selbständiger Rechtsanwalt tätig. Der Universität München blieb er über viele Jahre als Lehrbeauftragter für Öffentliches Recht im Rahmen des LL.M.-Programms für ausländische Studierende verbunden.
1998 trat Stefan Langer in den bayerischen Staatsdienst ein. Er war zunächst als Richter am Verwaltungsgericht Augsburg (u. a. für Ausländer- und Staatsangehörigkeitsrecht, Wehrpflicht- und Zivildienstrecht) eingesetzt und wechselte dann von 1999 bis 2001 als Präsidialreferent zum Bayerischen Verwaltungsgerichtshof nach München. Von 2001 bis 2002 war er Leiter der Abteilung Öffentliche Sicherheit und Ordnung beim Landratsamt Fürstenfeldbruck.
Während der Dauer seiner Versetzung zur Regierung von Oberbayern und zum Bayerischen Staatsministerium des Innern war Stefan Langer an das Bundesverfassungsgericht in Karlsruhe abgeordnet. Dort war er vom 1. Mai 2002 bis 31. Dezember 2005 Persönlicher Referent des Präsidenten des Bundesverfassungsgerichts Prof. Dr. Hans-Jürgen Papier. Langer wirkte dort an zahlreichen der allgemein beachteten Reden des Verfassungsgerichtspräsidenten mit (w.z.B. „Reform an Haupt und Gliedern“, Frankfurter Allgemeine Zeitung vom 31. Januar 2003, S. 8; „Überholte Verfassung?“, Frankfurter Allgemeine Zeitung vom 27. November 2003, S. 8).
Zum 1. Januar 2006 wurde Stefan Langer zum Richter am Bayerischen Verwaltungsgerichtshof in München ernannt. Dort gehörte er dem vor allem für Bauplanungs- und Bauordnungsrecht zuständigen 1. Senat an.
Am 29. März 2007 wurde Stefan Langer vom Richterwahlausschuss gewählt und am 15. Mai 2007 zum Richter am Bundesverwaltungsgericht in Leipzig ernannt. Langer ist seitdem – mit einer zwischenzeitlichen Tätigkeit im 3. Revisionssenat (2011 bis 2012) – in dem für den Rechtsschutz der Soldaten nach der Wehrbeschwerdeordnung zuständigen 1. Wehrdienstsenat tätig. Seit 1. Januar 2018 ist Langer außerdem Mitglied des Fachsenats nach § 189 VwGO, der über die Vorlage von Akten entscheidet, wenn eine Behörde dies aus Gründen der Geheimhaltung verweigert (In-Camera-Verfahren). In beiden Senaten ist er stellvertretender Vorsitzender.
Stefan Langer war Mitglied des Bundeswahlausschusses für die Wahl zum 20. Deutschen Bundestag am 26. September 2021 (Bundestagswahl 2021).

## Veröffentlichungen (Auswahl)
- Grundlagen einer internationalen Wirtschaftsverfassung. Strukturprinzipien, Typik und Perspektiven anhand von Europäischer Union und Welthandelsorganisation, C.H.Beck, München 1995, ISBN 3-406-39662-3.
- Europäischer Binnenmarkt und Energiepolitik (mit Rupert Scholz), Duncker und Humblot, Berlin 1992 (Schriften zum Europäischen Recht, Bd. 13), ISBN 3-428-07543-9.
- Stiftung und Verfassung. Aktuelle Strukturprobleme des Stiftungsrechts am Beispiel der „Stiftung Warentest“ (mit Rupert Scholz), Duncker und Humblot, Berlin 1990 (Schriften zum Öffentlichen Recht, Bd. 584), ISBN 978-3-428-06929-3.